# Campionati europei di atletica leggera 1946 - 80 metri ostacoli
La gara degli 80 metri ostacoli femminili si tenne il 23 agosto.

## Risultati

### Batterie

#### Batteria 1
| Pos | Nome                | Nazione | Tempo | Note |
| --- | ------------------- | --- | ----- | ---- |
| 1   | Fanny Blankers-Koen | Paesi Bassi | 11.7  | Q    |
| 2   | Elene Gokieli       | [[File: Flag of the Soviet Union (1936 – 1955).svg\|class=noviewer\| Unione Sovietica (bandiera)\|border\|20x16px]] Unione Sovietica | 11.9  | Q    |
| 3   | Marie Matesová      | Cecoslovacchia | 12.6  | Q    |
| 4   | Milly Ludwig        | Lussemburgo | 13.2  |      |
| 5   | Aniela Mitan        | Polonia | 13.3  |      |
| 6   | Ingrid Jacobsson    | Svezia | 14.2  |      |

#### Batteria 2
| Pos | Nome                | Nazione | Tempo | Note |
| --- | ------------------- | --- | ----- | ---- |
| 1   | Valentina Fokina    | [[File: Flag of the Soviet Union (1936 – 1955).svg\|class=noviewer\| Unione Sovietica (bandiera)\|border\|20x16px]] Unione Sovietica | 11.8  | Q    |
| 2   | Anna Linnéa Sövgren | Svezia | 12.8  | Q    |
| 3   | Anne Iversen        | Danimarca | 13.1  | Q    |
| NCL | Gerda Koudijs       | Paesi Bassi |       | DQ   |

### Finale
| Pos | Nome                | Nazione | Tempo | Note |
| --- | ------------------- | --- | ----- | ---- |
| 1   | Fanny Blankers-Koen | Paesi Bassi | 11.8  |      |
| 2   | Elene Gokieli       | [[File: Flag of the Soviet Union (1936 – 1955).svg\|class=noviewer\| Unione Sovietica (bandiera)\|border\|20x16px]] Unione Sovietica | 11.9  |      |
| 3   | Valentina Fokina    | [[File: Flag of the Soviet Union (1936 – 1955).svg\|class=noviewer\| Unione Sovietica (bandiera)\|border\|20x16px]] Unione Sovietica | 11.9  |      |
| 4   | Anne Iversen        | Danimarca | 12.3  |      |
| 5   | Anna Linnéa Sövgren | Svezia | 12.4  |      |
| 6   | Marie Matesová      | Cecoslovacchia | 12.4  |      |